# Dream Culture
Singles
1. Jackass
Sortie : 8 février 2014
2. Brooklyn
Sortie : 27 septembre 2014
3. Ocean
Sortie : 5 mars 2016
4. Do you know
Sortie : 1 octobre 2016
5. Hologram
Sortie : 20 mai 2017

Dream Culture est le premier album studio de Kid Noize. Paru le 30 septembre 2016, il est resté classé en Belgique durant 52 semaines et a culminé à la quatrième place de l'Ultratop album.

## Historique de l'album
Auteur, compositeur et producteur, Kid Noize s'est entouré de plusieurs musiciens et chanteurs dont Mustii qui interprète notamment Do you know, un des tubes dont le clip a été tourné à Tokyo,. 
On y retrouve ainsi Jackass, Brooklyn et Ocean qui, avec 24 semaines de classement dans l'Ultratop et un numéro 1 de l'Ultratip a été un des principaux tubes de l'été 2016 en Belgique francophone
Cinq ans après que le public l'ait découvert en première partie du premier concert historique de Stromae à l'Ancienne Belgique, Kid Noize propose un premier album sur lequel il reprend ses singles mais aussi raconte une véritable histoire qui passe de l’ombre à la lumière, on découvre ainsi la précision du perfectionniste, la soif de curiosité du geek mais aussi les doutes d’un adulte qui veut encore garder sa naïveté de gamin. Oui, c’est tout lui. C’est Kid Noize, écrit Luc Lorfèvre dans le Moustique. 

## Liste des chansons
| 1.    | Dawn Avenue            | The Talker (voix)                             | 3:11 |
| 2.    | Hologram               | Aaron X (chant)                               | 3:52 |
| 3.    | We Scream And We Fight | Elia Fragione (chant)                         | 3:31 |
| 4.    | Ocean                  | Mustii (chant)                                | 3:01 |
| 5.    | Brooklyn               | Miss Future (chant)                           | 4:26 |
| 6.    | Dark                   | Mustii (chant) & The Lost Computers Orchestra | 3:18 |
| 7.    | Golden Dream           | Vanessa Ngoga & Ryan Brodie (chant)           | 3:46 |
| 8.    | Jackass                | Miss Future (chant)                           | 2:42 |
| 9.    | Do You Know            | Mustii(chant)                                 | 3:17 |
| 10.   | Nowera                 | Spike Shurakano & The Talker (voix)           | 2:51 |
| 11.   | Elektropical           |                                               | 3:27 |
| 12.   | Never Sleep Never Die  | Vanessa Ngoga (chant)                         | 3:49 |
| 13.   | Take Part In My Story  | Deco Comprehension (voix)                     | 2:09 |
| 14.   | Deadline               |                                               | 2:05 |
| 46:05 |                        |                                               |      |

### Classements hebdomadaires
| Classement (2016-2017)       | Meilleure position |
| ---------------------------- | ------------------ |
| Belgique (Wallonie Ultratop) | 4                  |